# Strato corneo
Lo strato corneo è lo strato più esterno della cute, continuamente sottoposto a solleciti meccanici esterni.

## Composizione
È formato da 20 a 30 lamine cellulari, ognuna di esse composta da cellule morte che assomigliano a scaglie sovrapposte. Lo strato corneo costituisce circa i tre quarti dell'epidermide. Ricca di cheratina, più la cellula è sottoposta a stress meccanico, più lo sarà lo strato corneo, per questa sua caratteristica ritroviamo lo strato più spesso nelle mani e nei piedi. Quando i cheratociti emergono dallo strato germinativo, diventano parte dello stato spinoso, poi granuloso. Qui accumulano sempre più cheratina, si appiattiscono e muoiono, formando lo strato lucido (chiamato così perché rifrangente), infine costituendo lo strato corneo. La membrana plasmatica è molto spessa anche grazie alla presenza di idrossiceramide, una componente lipidica che lega covalentemente ad essa.
Infine i cheratociti vengono via via eliminati, perché troppo gravidi di cheratina.